# Français de Côte d'Ivoire
Le français est la langue officielle de la Côte d'Ivoire. Néanmoins son usage diffère de celui de France.
Le français existe sous différentes variétés en Côte d'Ivoire. Il existe le français standard parlé par l'élite du pays et la partie de la population qui a fait des études.
Le français populaire ivoirien, variété parlée par la partie de la population n'ayant pas terminé sa scolarité et enfin le nouchi qui est un argot dérivé en partie des langues ethniques du pays, parlé à la base par des classes de jeunes marginalisés et qui est devenu par la suite à la mode parmi l'ensemble de la jeunesse ivoirienne.

## Français populaire ivoirien
Le français populaire ivoirien, aussi appelé nouchi, désigne une variété du français parlé en Côte d'Ivoire et principalement dans la ville d'Abidjan.
Cette variété du français diffère du français parlé en France de par ses expressions et du fait qu'il a adapté dans son vocabulaire certains mots provenant d'un parler argotique local : le nouchi. Il s'agit d'un français employé par la partie de la population n'ayant pas terminé ses études et ayant appris le français dans la rue et sur le tard.  Il tend à devenir le français véhiculaire d'Abidjan et du reste du pays.
Selon Jérémie Kouadio[réf. incomplète] : « Le français populaire ivoirien est une espèce de sabir franco-ivoirien qui utilise des mots français (phonétiquement déformés) sur des structures syntaxiques des langues ivoiriennes ». En français ivoirien, la terminaison -ir est transformée en -ie. Exemple : « Je vais partir » se dit « Je vais patie ».